# Dojranci (obwód Szumen)
Dojranci (bułg. Дойранци) – wieś w Bułgarii, w obwodzie Szumen, w gminie Kaolinowo. W 2024 roku liczyła 529 mieszkańców.